# جوردون برنتيس
جوردون برنتيس هو ممثل كندي، ولد في 30 يناير 1973 بلندن في كندا.

## أعمال

### أفلام
- (2004) هارولد وكومار يذهبان إلى مطعم القلعة البيضاء
- (2006)  الميل العاري
- (2007) منزل بيتا
- (2008) في بروج[4]
- (2012) مرآة مرآة[5][6]

## وصلات خارجية
- جوردون برنتيس على موقع IMDb (الإنجليزية)
- جوردون برنتيس على موقع ألو سيني (الفرنسية)
- جوردون برنتيس على موقع ميوزك برينز (الإنجليزية)
- جوردون برنتيس على موقع أول موفي (الإنجليزية)
- جوردون برنتيس على موقع قاعدة بيانات الأفلام السويدية (السويدية)
- جوردون برنتيس على موقع قاعدة بيانات الفيلم (الإنجليزية)
- جوردون برنتيس على موقع كينوبويسك (الروسية)